# Língua luwo
Luwo, também conhecida como Dher Luwo, Dheluwo, Giur, Jur Luo, Jo Lwo, Jur Lwo, Luo, Lwo ou Jur é uma língua ativa da família nilótica ocidental falada por aproximadamente 257000 pessoas no Sudão do Sul.

## Etimologia
O nome "dhe Luo" é o nome nativo da língua, constituído pela palavra dhe, que significa 'boca' e pela palavra Luo, que se refere a um insdivíduo do povo Luwo; significando, assim 'língua Luwo'.
Já o termo Jur é um exônimo proveniente do termo dinca jùur, que significa 'estrangeiros', usado prejorativamente pelo povo de mesmo nome para se referir ao povo Luwo.

## Distribuição
O Luwo é falado pelo povo Luwo, que fica no estado de Bahr al-Ghazal Ocidental, na região da cidade de Wau, principalmente nos povoados de Mbili e Kayango.
A língua não possui dialetos.
As línguas mais próximas de Luwo na classificação genética são as outras línguas Lwoo setentrionais: Anywa, Thuri, Shilluk, Boor e Päri.

## Fonologia

### Consoantes
Luwo apresenta 19 fonemas consonantais, em seis lugares de articulação e não apresenta fricativos.
|                     | Bilabial | Dental | Alveolar | Palatal | Velar | Glotal |
| ------------------- | -------- | ------ | -------- | ------- | ----- | ------ |
| Plosiva             | p b      | t̪ d̪    | t d      | c j     | k ɡ   | ʔ      |
| Nasal               | m        | n̪      | n        | ɲ       | ŋ     |        |
| Vibrante            |          |        | r        |         |       |        |
| Aproximante Lateral |          |        | l        |         |       |        |
| Semivogal           |          |        | w        |         |       | y      |

### Vogais
Luwo tem vinte vogais fonêmicas, agrupadas em quatro conjuntos, os quais são divididos entre vogais longas e curtas, e vogais mais ofegantes e menos ofegantes.As vogais mais ofegantes estão representadas por i, e, ʌ, o e u, as vogais longas são representadas por dois grafemas, enquanto as curtas apenas por um. Segue uma tabela de vogais em Luwo.
|                 | Curtas    | Longas         |
| --------------- | --------- | -------------- |
| Mais ofegantes  | i e ʌ o u | ii ee ʌʌ oo uu |
| Menos ofegantes | ɪ ɛ a ɔ ʊ | ɪɪ ɛɛ aa ɔɔ ʊʊ |

### Tons
Luwo possui três tons, a saber, alto, médio e baixo, os quais estão representados, respectivamente por um acento agudo, nenhuma marcação e uma acento grave.Os tons têm importância tanto no nível lexical quanto gramatical.

## Ortografia
Não há nenhuma ortografia padrão de Luwo até o momento, no entanto, grupos de falantes têm feito cartilhas e livros de alfabeto que começaram a servir como um padrão em esquemas de educação de adultos e escolas primárias, apesar de não cumprir todas as necessidades de um trabalho linguístico.

## Gramática

### Pronomes
Os pronomes podem aparecer na forma de clíticos ou morfemas livres, tanto no singular quanto no plural.

#### Pronomes pessoais
Os pronomes pessoais de Luwo são:
| Pessoa                              | Prefixo | Forma independente |
| ----------------------------------- | ------- | ------------------ |
| Primeira pessoa do singular         | á=      | án                 |
| Segunda pessoa do singular          | yɪ́=     | yɪ́n                |
| Terceira pessoa do singular         | ɛ́=      | ɛn                 |
| Primeira pessoa do plural inclusiva | òn=     | òn                 |
| Primeira pessoa do plural exclusiva | wá=     | wán                |
| Segunda pessoa do plural            | ú=      | wún                |
| Terceira pessoa do plural           | gɛ́=     | gɛ́n                |

A terceira pessoa do singular também pode ser marcada pelo morfema zero.
| Pessoa                              | Pronome        |
| ----------------------------------- | -------------- |
| Primeira pessoa do singular         | án ké kíd=á    |
| Segunda pessoa do singular          | yɪ́n ké kíd=í   |
| Terceira pessoa do singular         | ɛn ké kíd=é    |
| Primeira pessoa do plural inclusiva | òn ké kíd=on   |
| Primeira pessoa do plural exclusiva | wán ké kíd=wán |
| Segunda pessoa do plural            | wún ké kíd=wún |
| Terceira pessoa do plural           | gɛ́n ké kíd=gén |

Os pronomes reflexivos são construídos com o a forma independente do pronome pessoal e uma forma possuída de kít 'tipo', a qual é ligada ao pronome pela preposição ké.
| Pessoa                              | Sufixo     |
| ----------------------------------- | ---------- |
| Primeira pessoa do singular         | =á, =ʌ́     |
| Segunda pessoa do singular          | =ì, =ɪ̀     |
| Terceira pessoa do singular         | =é, =ɛ́     |
| Primeira pessoa do plural inclusiva | =ò, =ɔ̀     |
| Primeira pessoa do plural exclusiva | =wàn       |
| Segunda pessoa do plural            | =ù, =ʊ     |
| Terceira pessoa do plural           | =gèn, =gɛ̀n |

Os pronomes sufixais têm ocorrência restrita a orações transitivas.
| Pessoa                      | Pronome |
| --------------------------- | ------- |
| Primeira pessoa do singular | án ~ á  |
| Segunda pessoa do singular  | án ~ á  |
| Terceira pessoa do singular | ŋɔ́, ɛ́n  |
| Primeira pessoa do plural   | wá      |
| Segunda pessoa do plural    | ú       |
| Terceira pessoa do plural   | gɛ́      |

O pronome da primeira pessoa do singular án tem um alomorfo á, o qual ocorre antes de verbos com uma inicial nasal.

#### Pronomes possessivos
Os pronomes possesivos são sufixos e variam conforme a terminação do radical.
| Pessoa                              | Radical termina com vogal | Radical termina com consoante |
| ----------------------------------- | ------------------------- | ----------------------------- |
| Primeira pessoa do singular         | =yá                       | =á                            |
| Segunda pessoa do singular          | =í                        | =yí                           |
| Terceira pessoa do singular         | =yé ~ =yɛ                 | =é ~ =ɛ́                       |
| Primeira pessoa do plural inclusiva | =wɔ́                       | =ɔ́                            |
| Primeira pessoa do plural exclusiva | =wán                      | =wán                          |
| Segunda pessoa do plural            | =wú                       | =ú                            |
| Terceira pessoa do plural           | =gén ~ =gɛ́n               | =gén ~ =gɛ́n                   |

#### Pronomes demonstrativos
Os pronomes demonstrativos consistem nas bases gɪ̀n e mán, ambas indicando proximidade ao falante, e os morfemas demonstrativos -cáálì (longe do falante) e -cá (longe do falante e do ouvinte), respectivamente. As respectivas formas plurais são constituídas por gìì e múúy.
Enquanto demonstrativos com gɪ̀n referem-se a referentes contextualizados e a itens cuja informação já havia sido apresentada, demonstrativos com mán se referem a referentes recém-introduzidos ou informações sobre os mesmos.

### Verbos

#### Conjugação
A flexão verbal opera pela adição de afixos, onde o verbo conjugado basicamente consiste do radical do verbo, um prefixo ou sufixo pronominal, um afixo de aspecto ou modo, e em alguns casos um verbo leve.

##### Flexão pessoal e pronominal

###### Prefixo pronominal
O prefixo pronominal é usado em orações onde o afixo pronominal se refere ao objeto, mas não ao sujeito de uma ação verbal, como por exemplo em "á=à-cʌ́mɔ̀" 'eu comi' (com o pronome na forma de prefixo) e em "án à-ráy" (com o pronome na forma livre).

###### Sufixo pronominal
O sufixo pronominal é usado com verbos transitivos, como em "cám à-cám=á" 'eu comi a comida'.

###### Marcação de objeto
O objeto pode ser representado por um substantivo ou pode ser pronominalizado, como em "an à-ŋʌ́y=ɛ́", onde an é o pronome oblíquo da primeira pessoa do singular, à- é o marcador de aspecto, ŋʌ́y é o verbo 'conhecer' e =ɛ́ é o pronome da terceira pessoa do singular.

##### Aspecto
Luwo tem duas categorias aspectuais, o perfectivo e o imperfectivo, que são as bases para vários valores aspectuais, os quais são construídos pelo marcador perfectivo ou imperfectivo adicionado a outros morfemas aspectuais-temporais.
| Aspecto perfectivo                                               | Aspecto imperfectivo                                |
| ---------------------------------------------------------------- | --------------------------------------------------- |
| Perfectivo: à-                                                   | Imperfectivo: ù-                                    |
| Perfectivo II: à-náà-                                            |                                                     |
| Perfectivo-durativo:àké-                                         | Imperfectivo-durativo:ké                            |
| Perfectivo-habitual:bɛ́ɛ́dhò ká à-, bɛ́ɛ́dh- à- (substantivo verbal) | Imperfectivo-habitual:bɛ́ɛ́dh- ú-, naa ú-             |
| Perfectivo-progressivo: à- (substantivo verbal)                  | Imperfectivo-progressivo:ú-, Ø (substantivo verbal) |
| Perfectivo-futuro: à-cáá- né                                     | Imperfectivo-futuro: ú-′                            |

##### Modo
Luwo tem dois modos: o imperativo e o subjuntivo.

###### Imperativo
O imperativo é formado com um sufixo -í no singular, e um sufixo -ú no plural, os quais são adicionados ao radical do verbo transitivo. Verbos antipassivos têm -ɔ́ como sufixo no singular, e -ù como sufixo no plural. Verbos transitivos mudam seus tons para baixo e alto enquanto verbos antipassivos mantêm seu tom original.  Radicais verbais que terminam em /i/ geram uma dissimilação do sufixo do singular, que se torna -é.

###### Subjuntivo
O subjuntivo é formado per um radical nu, ao qual um pronome do caso reto é sufixado. Não há mudanças no tom e nem na qualidade das vogais.

### Ordem da frase
Luwo tem um sistema de ergatividade dividida. A ordem básica em orações transitivas é sempre OVS (objeto-verbo-sujeito); em orações intransitivas, o agente toma o lugar do paciente, então a ordem se torna SV (sujeito-verbo).

## Vocabulário

### Numeração

#### Cardinais
Os numerais cardinais até 9 utilizam uma base 5, com os números de 6 a 9 sendo formados por 5 adicionado aos números de 1 a 4, respectivamente.
| Número | Luwo           |
| ------ | -------------- |
| 1      | ácɪ́ɛ̀lɔ         |
| 2      | árɪ́ɔ̀w          |
| 3      | ádák           |
| 4      | áŋwɛ̀ɛ̀n         |
| 5      | àbɪɪc          |
| 6      | àbɪɪc bɪ́ cɪ́ɛ̀l  |
| 7      | àbɪɪc bɪ́ rɪ́ɔ̀w  |
| 8      | àbɪɪc bɪ́ dák   |
| 9      | àbɪɪc bɪ́ ŋwɛ̀ɛ̀n |

Números de 10 a 19 consistem na base àpààr 'dez' adicionada aos números de um a nove
Valores maiores utilizam a base 20, relacionada ao corpo humano, onde a base é dháànhɔ̀ 'pessoa' é modificada por dʊ̀ʊ̀n 'completo'.
30 é expresso como 'pessoa' mais 'dez'. Valores maiores que 40 usam o prefixo jé-.
| Número | Luwo                         |
| ------ | ---------------------------- |
| 30     | dháành-ɔ̀ à-dʊ̀ʊ̀nɔ̀ŋwɔ́ŋ-ɛ́ àpààr |
| 40     | jé-rɪ́ɔ̀w                      |
| 50     | jé-rɪ́ɔ̀w ŋwɔ́ŋ-ɛ́ àpààr         |
| 60     | jé-dák                       |
| 80     | jé-dák ŋwɔ́ŋ-ɛ́ àpààr          |
| 70     | jé-ŋwɛ̀ɛ̀n                     |
| 90     | jé-ŋwɛ̀ɛ̀n ŋwɔ́ŋ-ɛ́ àpààr        |
| 100    | jé-bɪɪc                      |
| 200    | jé-bɪɪc árɪ́ɔ̀w                |
| 1000   | jé-bɪɪc àpààr                |

#### Ordinais
Com exceção de 'primeiro' e 'segundo', os ordinais usam os mesmos numerais que os cardinais, perdendo sua vogal prefixal inicial e recebendoo pronome da terceira pessoa do plural gɛ́n como sufixo.
| Número   | Luwo      |
| -------- | --------- |
| Primeiro | ú-mɔ̀dhɔ̀   |
| Segundo  | ma=tyénɛ́  |
| Terceiro | dág=gɛ́n   |
| Quarto   | ŋwɛ̀ɛ̀n=gɛ́n |
| Quinto   | bɪɪ=gɛ́n   |

### Lista de Swadesh
Segue uma Lista de Swadesh reduzida comparando português e Luwo.
| Português                   | Luwo              |
| --------------------------- | ----------------- |
| eu                          | á=, án            |
| tu, você                    | yɪ́=, yɪ́n          |
| ele, ela                    | ɛ́=, ɛn            |
| nós                         | òn=, òn, wá=, wán |
| vós, vocês                  | ú= wún            |
| eles, elas                  | gɛ́= gɛ́n           |
| este(a)(s), isto, isso      | gɪ̀n               |
| aquele(a)(s), aquilo        | mán, múúy, gìì    |
| aqui                        | kán               |
| lá, ali, aí                 | kácá, kùncá, kùnú |
| quem                        | ŋà, géŋà          |
| (o) quê, (o) que            | gɪ́n, gégíí        |
| onde                        | nɪ̀ kɛ́ɛ            |
| quando                      | wéné              |
| como                        | wa                |
| não                         | gan               |
| tudo                        | càŋ               |
| muito(a)(s)                 | màthɔ́dh           |
| algum(a)(s)                 | mɔ́ɔ́gɔ, mɔ́ɔ́gɛ́      |
| pouco(a)(s)                 | nɔ̀ɔ̀k              |
| outro(a)(s)                 | mɔgo              |
| um, uma                     | ácɪ́ɛ̀lɔ            |
| dois, duas                  | árɪ́ɔ̀w             |
| três                        | ádák              |
| quatro                      | áŋwɛ̀ɛ̀n            |
| cinco                       | àbɪɪc             |
| grande(s)                   | metuk             |
| longo(a)(s)                 | bààr              |
| largo(a)(s), amplo(a)(s)    | lac               |
| grosso(a)(s), espesso(a)(s) | dhil              |
| pesado(a)(s)                | pɛk               |
| pequeno(a)(s)               | thɛ́ɛ́nhɔ̀           |
| curto(a)(s)                 | short             |
| estreito(a)(s)              | narrow            |
| magro(a)(s)                 | pwɔt, lwɛl        |
| mulher                      | dhago             |
| homem (homem adulto)        | dhecwɔu, dhicwɔu  |
| homem (ser humano)          | dhano             |
| criança                     | plaal             |
| esposa                      | ci                |
| marido                      | cwɔr              |
| mãe                         | mii               |
| pai                         | ur                |
| cachorro, cão               | gwok              |
| floresta                    | dom               |
| semente                     | kodho             |
| corda                       | thɔl              |
| carne                       | riŋo              |
| orelha                      | yic               |
| língua                      | lɛb               |
| joelho                      | cuŋ               |
| respirar                    | bii iio           |
| matar                       | nak naa           |
| nadar                       | kwaŋ kwaŋo        |
| voar                        | par paro          |
| pedra                       | lɛlo              |
| gelo                        | keyio             |
| montanha                    | gɔt               |
| verde                       | mar               |
| amarelo                     | mauyen, mayen     |
| branco                      | matar, tar        |
| frio                        | koyo              |
| novo                        | nyan              |
| longe                       | lyɛt              |
| direita                     | kwic              |
| esquerda                    | cam               |
| nome                        | nyiŋ              |